# Mesamia stramineus
Mesamia stramineus är en insektsart som beskrevs av Henry Fairfield Osborn 1898. Mesamia stramineus ingår i släktet Mesamia och familjen dvärgstritar. Inga underarter finns listade i Catalogue of Life.